# More Fun Comics
More Fun Comics, originalmente intitulada de New Fun: The Big Comic Magazine a.k.a. New Fun Comics, foi uma série de antologia de histórias em quadrinhos americano publicada de 1935 até 1947, que introduziu vários personagens super-herói e a primeira série de quadrinhos da série a apresentar apenas material original em vez de reimpressões das tiras de quadrinhos dos jornais. Foi também a primeira publicação da empresa que viria a se tornar a DC Comics.

## Histórico da publicação
No outono [do Hemisfério Norte] de 1934, tendo visto o surgimento de Famous Funnies e outras revistas de grandes dimensões reimprimindo tiras de quadrinhos, o Major Malcolm Wheeler-Nicholson fundou a National Allied Publications e publicou a New Fun #1 (Fev. 1935). Uma revista do tamanho de um tablóide, de 10 por 15 polegadas, 36 páginas de revista com capa cartão, capa mão brilhante, foi uma antologia com histórias de humor, como o quadrinhos de animais engraçados "Pelion and Ossa" e "Jigger and Ginger", misturado com outras mais dramáticas como as tiras de faroeste "Jack Woods" e as aventuras de "Barry O'Neill", mostrando um vilão ao estilo Fu Manchu chamado Fang Gow
O mais significativamente, no entanto, considerando que algumas das publicações existentes incluíam uma pequena quantidade de material original, geralmente como enchimento, New Fun  #1 foi a primeira revista em quadrinhos contendo somente material original.
Os quatro primeiros números foram editados pelo fundador da futura Funnies Inc., Lloyd Jacquet, o próximo pelo próprio Wheeler-Nicholson. A edição #6 (Outurbo de 1935) trouxe a estreia nos quadrinhos de Jerry Siegel e Joe Shuster, os futuros criadores de Superman, que começaram suas carreiras com o mosqueteiro espadachim "Henri Duval" e sob os pseudônimos de "Leger e Reuths", o aventureiro sobrenatural Doutor Oculto. Eles permaneceram até a última edição do título, a #32 (Junho de 1938), e continuara na revista re-intitulada como More Fun (edições #7–8, Jan.-Fev. de 1936) e More Fun Comics (#9–em diante).
Na edição #101 (Jan.-Fev. de 1945), Siegel e Shuster apresentaram o Superboy, uma versão adolescente do Superman, mostrando as aventuras do Homem de Aço sendo ainda um garoto que crescia na zona rural do Meio-Oeste dos Estados Unidos.
Além do Dr. Oculto, muitos outros super-heróis conhecidos tiveram suas estreias através da More Fun Comics, destacando entre eles, o Espectro, Sr. Destino, Arqueiro Verde, Aquaman e Superboy entre outros.
Com a edição #108 (Março de 1946), todas as aventuras dos super-heróis foram movidas da More Fun para a Adventure Comics. More Fun tornou-se um título de humor que destacava a história de fantasia para crianças "Jimminy and the Magic Book". O título foi cancelado na edição #127 (Nov.-Dez. de 1947).

## Aventuras inclusas
- Doutor Oculto — New Fun #6 – More Fun #33
- O Espectro — More Fun 52
- Senhor Destino — More Fun 55
- Congo Bill — More Fun 56
- Johnny Quick — More Fun 71
- Arqueiro Verde — More Fun 73
- Aquaman — More Fun 73
- Superboy— More Fun 101

## Edições encadernadas

### Originais
| Título                                     | Material coletado                                               | Publicação      | ISBN                |
| ------------------------------------------ | --------------------------------------------------------------- | --------------- | ------------------- |
| The Golden Age Spectre Archives Vol. 1     | Inclui as histórias do Espectro da More Fun Comics #52–70       | Janeiro de 2003 | ISBN 978-1563899553 |
| The Golden Age Doctor Fate Archives Vol. 1 | Inclui as histórias do Senhor Destino da More Fun Comics #55–98 | Junho de 2007   | ISBN 978-1401213480 |
| The Adventures of Superboy Vol. 1          | Inclui as histórias do Superboy da More Fun Comics #101–107     | 2010            | ISBN 978-1401227838 |

## Leitura complementar
- Ron Goulart's Great History of Comic Books  por Ron Goulart ISBN 0-8092-5045-4.